# Chlorissa cremnobates
Chlorissa cremnobates är en fjärilsart som beskrevs av Louis Beethoven Prout 1930. Chlorissa cremnobates ingår i släktet Chlorissa och familjen mätare. Inga underarter finns listade i Catalogue of Life.